# 神部神社 (南アルプス市下宮地)
神部神社（かんべじんじゃ）は、山梨県南アルプス市の神社。

## 歴史
垂仁天皇の御代（古墳時代）、大和の三輪神社から分霊を勧請したものという。それゆえ「三輪明神」とも呼ばれていた。
古社であるため、延喜式にも掲載されている式内社でもある。鎌倉時代以降は、武田氏や小笠原氏の崇敬を受けてきた。
かつて甲府盆地は湖だったという伝説があり、それに基づく「曳舟神事」という神事がある。また当社から約2キロメートル北西の伝嗣院との間に神輿の行き来を行う「西御幸祭」がある。

## 文化財
- 神部神社の算額（南アルプス市指定文化財 平成5年3月28日指定）[2]
- 神部神社曳舟神事（南アルプス市指定無形民俗文化財 平成6年6月28日指定）[3]

## 交通アクセス
- 南アルプスICより車5分。